# Robert Hale
Pour les articles homonymes, voir Hale.
Robert Hale est un artiste lyrique (baryton-basse) américain né le 22 août 1933 à Kerrville (Texas) et mort le 23 août 2023 en Californie.

## Biographie
Robert Hale naît le 22 août 1933 à Kerville (Texas). Il étudie avec Gladys Miller (en) à Boston, au Conservatoire de la Nouvelle-Angleterre, ainsi qu'à l'Université de Boston, avec Ludwig Bergmann, et à l'Université de l'Oklahoma avec Orcenith Smith, avant de se perfectionner à New York auprès de Boris Goldovsky (en),.
En 1965, il fait ses débuts en Figaro dans Les Noces de Figaro de Mozart, à Denver. À partir de 1967, il chante durant dix ans au New York City Opera, ainsi qu'à Philadelphie, San Antonio, San Diego, avant de se produire en Europe, aux opéras de Francfort et de Zurich, notamment,.
En 1980, Robert Hale fait ses débuts au théâtre Colón de Buenos Aires, dans Les Contes d'Hoffmann d'Offenbach. À compter de 1983, il se produit régulièrement en Allemagne, à l'Opéra de Cologne.
Son répertoire tourne dans un premier temps autour de Mozart (Don Giovanni et le Comte Almaviva), Haendel et le bel canto, avant de s'élargir, intégrant les rôles de Pizarro, dans Fidelio, Escamillo, dans Carmen, et Mephisto, dans Faust de Gounod et Mefistofele de Boito. Il aborde également Wagner et s'impose dans les rôles du Hollandais puis de Wotan (au festival d'Orange en 1988, notamment), personnage qu'il interprétera au cours de sa carrière des centaines de fois dans le monde,.
Il fait ses débuts à Covent Garden en 1988, à la Scala en 1989 et au Metropolitan Opera en 1990 (Le Vaisseau fantôme). Au Met, il chante dès lors les principaux rôles wagnériens. Au festival de Salzbourg, il est Pizarro en 1990, puis interprète le rôle-titre du Château de Barbe-Bleue de Bartók en 1995.   
Au disque, Robert Hale enregistre dans la Tétralogie dirigée par Wolfgang Sawallisch (chez EMI), dans Le Vaisseau Fantôme et la Tétralogie inachevée de Christoph von Dohnányi (chez Decca) et dans Le Messie de Haendel dirigé par John Eliot Gardiner (chez Philips).   
Outre ses rôles à l'opéra, il se produit également en récital, en particulier dans un répertoire de musique religieuse évangélique, en compagnie du ténor Dean Wilder, avec lequel il forme un duo pendant plus de vingt ans, ou de la soprano Inga Nielsen, sa première épouse, puis de la soprano Julie Davis, sa seconde épouse,.   
Il meurt le 23 août 2023 en Californie,,.   